# Els Pets
Els Pets (que en español significa literalmente "Los Pedos") es un grupo musical español de pop rock catalán, liderado por Lluís Gavaldà, originario del pueblo de Constantí (Tarragona, Cataluña).
Además del propio Gavaldà, cantante, guitarrista y principal compositor, Els Pets está formado por Joan Reig a la batería y Falin Cáceres al bajo. En los dos primeros discos también era integrante del grupo el guitarrista Ramon Vidal. Junto al trío fundador, suelen tocar otros tres músicos más: Jordi Picazos (guitarra y mandolina), Marc Grasas (guitarra y voz) y Joan Pau Chaves (teclados).

## Trayectoria
Comenzaron su carrera bajo la etiqueta rock agrícola, ideada por el periodista Pep Blay. Desde los inicios, el grupo presumió de sus orígenes de comarcas reivindicando un rock con denominación de origen no urbana. En junio de 1991 participó en el macroconcierto del Palau Sant Jordi, con Sopa de Cabra, Sau y Sangtraït, considerado el clímax del fenómeno del rock catalán. Canciones como 'Vine a la festa' y 'Tarragona m'esborrona' se convirtieron en éxitos muy populares ante la sorpresa del propio grupo, que se había bautizado con el nombre Els Pets (Los Pedos) pensando que no duraría más de unas pocas semanas.
Tras finalizar el boom del rock en catalán, "Els Pets" mantuvo el tipo con su tercer disco "Fruits Sex" y especialmente con el cuarto, "Brut Natural", donde el grupo empieza a mostrar unas nuevas señas de identidad: letras costumbristas y más calidad en el sonido, sin dejar de lado sus letras más reivindicativas. "Jo vull ser rei", por ejemplo, es una canción que, a modo de crítica a la monarquía, expresa el deseo del grupo de llevar la misma vida que el rey o el príncipe. 
Una vez superada esta primera etapa, el grupo renació en 1997 gracias al impacto comercial del disco 'Bon dia', uno de los más vendidos de la música catalana, con 85.000 copias.[cita requerida] En este trabajo comenzaron a renovar su sonido tomando como fuente de inspiración el pop británico que triunfaba en aquel momento. En estos años se colaboró con ellos como productor y guitarrista el malogrado Marc Grau.
El disco 'Sol' supuso un nuevo empuje hacia un sonido más maduro y personal.[cita requerida] Este giro ha llevado al grupo a ser muy valorado por la crítica especializada, tradicionalmente recelosa con buena parte del rock en catalán.[cita requerida] En este sentido, el álbum 'Agost', producido por el estadounidense Brad Jones, supuso la consagración de Els Pets en todos los niveles, tanto respecto al público como a la crítica. Además, el grupo se ha convertido en el gran superviviente del rock catalán de los años 90 después de la desaparición de Sopa de Cabra, Sau, Sangtraït y Ja T'ho Diré.
En 2005, el grupo participó en una película sobre el rock catalán que se estrenó en 2006. Por otra parte, Lluís Gavaldà grabó el tema 'A la meva vida' (versión de In my life, de los Beatles) para 'El disc de la Marató', editado por TV3.
En abril de 2007, el grupo editó "Com anar al cel i tornar", un disco de menos ritmo que los anteriores, donde las baladas y el tempo tranquilo ganan protagonismo.

## Discografía
- Maqueta (1985)
- Els Pets (1989)
- Calla i Balla (1991)
- Fruits Sex (1992)
- Brut Natural (1994)
- Bon dia (1997)
- Sol (1999)
- Respira (2001)
- Agost (2004)
- Com anar al cel i tornar (2007)
- Fràgil (2010)
- L'area petita (2013)
- Som (2018)
- 1963 (2022)

### Remezclas y recopilatorios
- Vine a la Festa (1995) (Directo)
- Malacara (2002) (Recopilatorio)
- Els Singles (Caja recopilatoria de sencillos de los dos primeros discos que incluye L'avi Martí y La veïna)
- «Munta-t'ho bé» (Sencillo que contenía la canción del verano de TV3 y dos canciones más)
- Fan Teatre (2011) Recopilatorio recopila canciones interpretadas por el grupo, pero a manera teatral